# Юрич, Горан
Го́ран Ю́рич (хорв. Goran Jurić; родился 5 февраля 1963 года, Мостар, Югославия) — югославский и хорватский футболист (защитник). 

## Карьера
Карьеру начал в 1982 году в футбольном клубе «Вележ». Затем выступал за «Црвена звезда», «Сельта», «Кроация» (с 2000-го года «Динамо Загреб»), «Иокогама Ф. Маринос» и «Загреб». В 1988 году провёл четыре матча за сборную Югославии. Также сыграл 16 матчей за сборную Хорватии, в составе которой стал бронзовым призёром чемпионата мира 1998 года.